# آنتالی
آنتالی (به لاتین: Antaly) یک منطقهٔ مسکونی در ماداگاسکار است که در آمپانیی واقع شده‌است. آنتالی ۹٬۰۰۰ نفر جمعیت دارد و ۳۱۴ متر بالاتر از سطح دریا واقع شده‌است.